# Cycle thermodynamique
Un cycle thermodynamique est une suite de transformations successives qui part d'un système thermodynamique dans un état donné, le transforme et le ramène finalement à son état initial, de manière à pouvoir recommencer le cycle. Au cours du cycle, le système voit sa température, sa pression ou d'autres paramètres d'état varier, tandis qu'il échange du travail et réalise un transfert thermique avec l'extérieur.

## Exemples
Il existe de nombreux cycles thermodynamiques, dont voici quelques-uns.
- Le cycle de Carnot est composé d'une compression isotherme, une compression adiabatique, une détente isotherme et une détente adiabatique.
- Le cycle de Stirling est composé d'un chauffage isochore, une expansion isotherme, une détente isochore et une compression isotherme.
- Le cycle moteur de Brayton est composé d'une compression adiabatique, une combustion isobare, une détente adiabatique et une contraction isobare.
- Le cycle Diesel est composé d'une compression adiabatique, une combustion isobare, une détente adiabatique et un refroidissement  isochore.